# Östra Sallerup

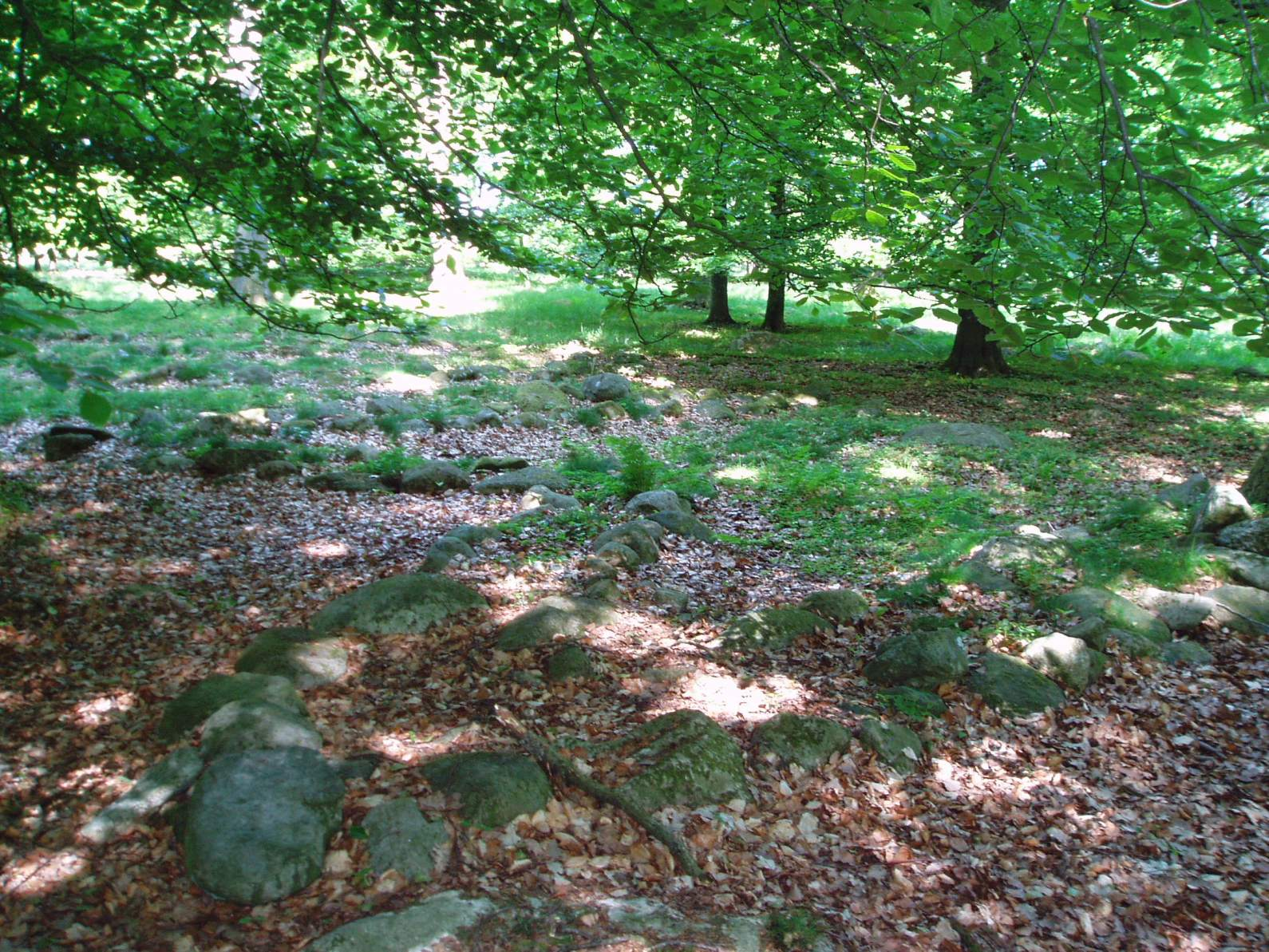
Bokstaven M i Karl XI:s stenar i Prästgårdsparken

Östra Sallerup är kyrkbyn i Östra Sallerups socken i Hörby kommun i Skåne.
Kyrkskolan från 1920-talet lades ned i början av 1980-talet. Den omvandlades till "Kulturhuset", som drivs av en ideell förening. Bakom Kulturhuset ligger en byggnad som inrymmer Hörby Radioförenings museum.
Ungefär 300 meter nordost om Östra Sallerups kyrka ligger gravhögen Klacks backe.

## Prästgårdsparken i Östra Sallerup
Huvudartikel: Prästgårdsparken i Östra Sallerup
Prästgårdsparken i Östra Sallerup anlades huvudsakligen under 1880-talet och omfattar närmare fem hektar. Vissa delar härstammar dock från 1600-talet. Det går en stenmur runt hela anläggningen och innanför muren finns det fyra kvarter. I ett av kvarteren finns en hyllning till den svenske kungen Karl XI som regerade 1660–1697. Den är utförd i kolossalformat av utlagda stenar i form av bokstäver som är åtta-nio meter höga, med texten "CAROLVS XI MONARCHA SVECIÆ" och kan ses som ett uttryck av trohet mot Sverige efter det skånska krigets ovisshet.

## Bilder

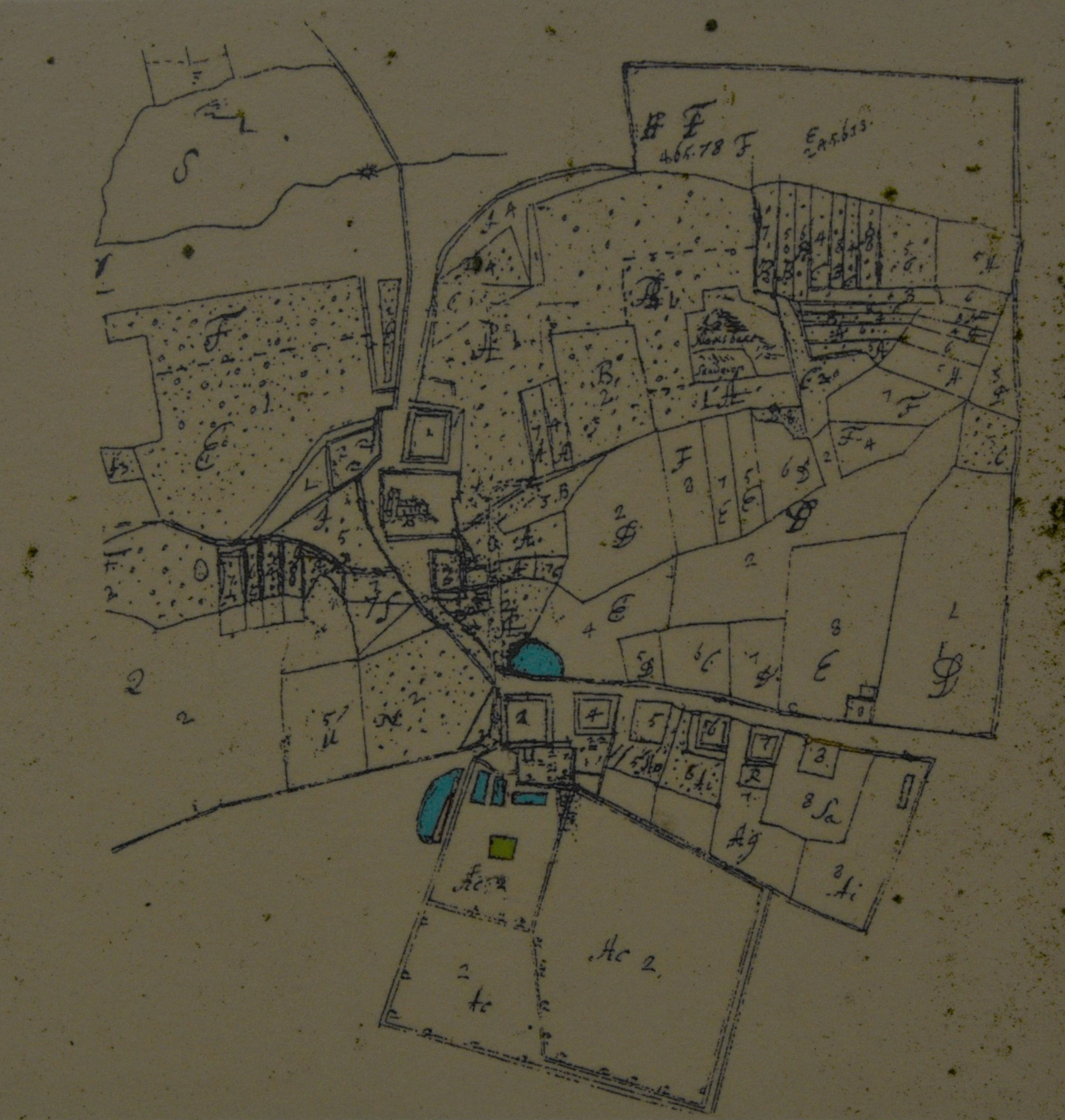
Lantmäterikarta från 1700-talet
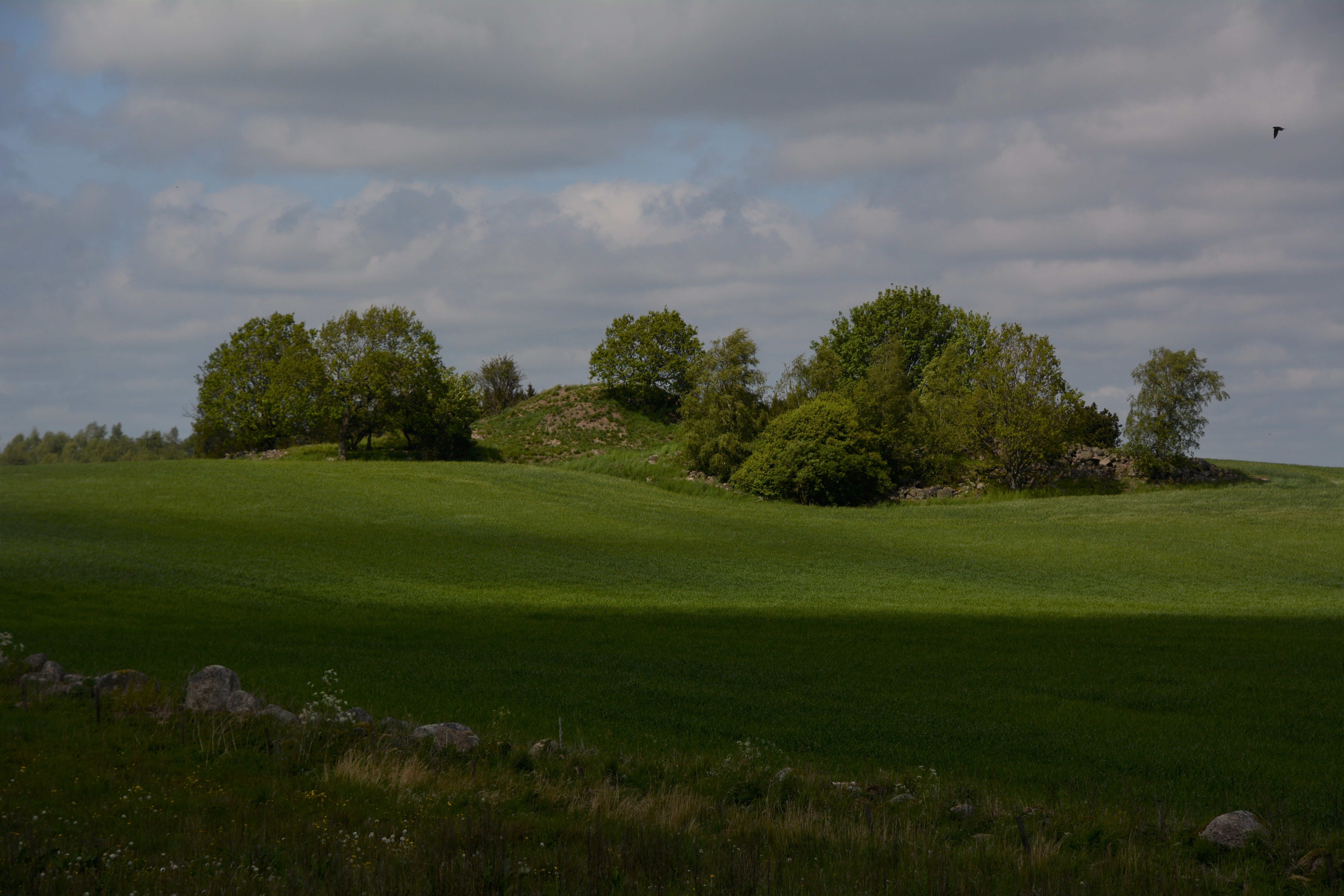
Klacks backe